# Јелисавета Обреновић
Јелисавета Савка Обреновић (1814–1848) била је треће дете кнеза Милоша и кнегиње Љубице. Са десет година је учила да свира клавир, ваљда прва у Србији. Са седамнаест година удала се за барона Јована Николића од Рудне, у данашњој Румунији, с којим је имала петорицу синова. Према усменом предању, кнез Милош је био посебно везан за Савку, која му је била миљеница. Постоји Савкин портрет на платну из 1845. који је у власништву музеја града Београда. Портрет је сликан у Бечу, у стилу бидермајера. Савка је представљена у свиленој хаљини и либадеу украшеним крзном, које се још назива и шкуртељка, и једини је елемент српске грађанске ношње у њеном костиму. Медаљон с ликом кнеза Милоша, који Савка придржава руком, треба да укаже на њено порекло.